# Нова хвиля 2009
8-й міжнародний конкурс молодих виконавців популярної музики «Нова хвиля» відбувся 2009 року, з 28 липня до 2 серпня у концертній залі «Дзинтарі», розташованій у Юрмалі. У конкурсі взяло участь 16 виконавців, що представляли 12 країн. Україну на конкурсі представляли Міла Нітіч, Джамала та Владислав Левицький. Спеціальними гостями конкурсу були шведський дует «Roxette», російський баритон Дмитро Хворостовський та американська співачка Анастейша. Призовий фонд конкурсу становив 150 000 євро. Переможці конкурсу отримали по 50 000, за 2-ге місце давали 30 000, за 3-тє місце — 20 000 євро.

## Конкурс

### 1-й день
| № з/п виступів | Країна    | Виконавець             | Пісня                       | Кількість балів | Місце |
| -------------- | --------- | ---------------------- | --------------------------- | --------------- | ----- |
| 1              | Франція   | «3NITY Brothers»       | I Believe I Can Fly         | 102             | 10—12 |
| 2              | Україна   | Міла Нітіч             | Listen                      | 112             | 4     |
| 3              | Польща    | Sara Chmiel            | Love You I Do               | 97              | 14—15 |
| 4              | Білорусь  | Макс Лоренс            | Superstition                | 106             | 6—7   |
| 5              | Індонезія | Санді Сандоро          | When a Man Loves a Woman    | 119             | 1     |
| 6              | Італія    | Антонелла Кароццо      | Isn't She Lovely            | 102             | 10—12 |
| 7              | Росія     | Ганна Малишева         | The Color of The Night      | 111             | 5     |
| 8              | Фінляндія | Ville Laaksonen        | I Will Love Again           | 97              | 14—15 |
| 9              | Україна   | Джамала                | History Repeating           | 118             | 2     |
| 10             | Латвія    | Aisha                  | Me and Bobby McGee          | 106             | 6—7   |
| 11             | КНР       | Gu Liya                | Jai Ho (You Are My Destiny) | 93              | 16    |
| 12             | Україна   | Владислав Левицький    | She's a Lady                | 102             | 10—12 |
| 13             | Казахстан | Нуржан Керменбаєв      | Aicha                       | 100             | 13    |
| 14             | Росія     | гурт «Пара Нормальних» | Personal Jesus              | 104             | 8—9   |
| 15             | Грузія    | Ліка                   | Too Much Love Will Kill You | 104             | 8—9   |
| 16             | Росія     | Марк Юсім              | Virtual Insanity            | 114             | 3     |

Спільна пісня конкурсантів: Майкл Джексон — You Are Not Alone

### 2-й день
| № з/п виступів | Країна    | Виконавець          | Пісня                            | за 2-й день     | за 2-й день | Місце за 2 дні  | Місце за 2 дні |
| № з/п виступів | Країна    | Виконавець          | Пісня                            | Кількість балів | Місце       | Кількість балів | Місце          |
| -------------- | --------- | ------------------- | -------------------------------- | --------------- | ----------- | --------------- | -------------- |
| 1              | Росія     | Марк Юсім           | Паранойя                         | 108             | 10—11       | 222             | 4              |
| 2              | КНР       | Gu Liya             | Подмосковные вечера (кит.)       | 97              | 16          | 190             | 16             |
| 3              | Фінляндія | Ville Laaksonen     | In the Shadows                   | 98              | 15          | 195             | 15             |
| 4              | Індонезія | Санді Сандоро       | Спробуйте мене кохати (індонез.) | 119             | 2—3         | 238             | 1—2            |
| 5              | Росія     | Ганна Малишева      | Город, которого нет              | 109             | 8—9         | 220             | 7—8            |
| 6              | Україна   | Міла Нітіч          | Чарівна скрипка (Сіла птаха...)  | 112             | 6—7         | 224             | 3              |
| 7              | Україна   | Джамала             | Ой верше мій, верше              | 120             | 1           | 238             | 1—2            |
| 8              | Франція   | «3NITY Brothers»    | Nostalgie                        | 103             | 13          | 205             | 12—13          |
| 9              | Росія     | Пара Нормальних     | Сука — любовь                    | 116             | 5           | 220             | 7—8            |
| 10             | Латвія    | Aisha               | Ночь                             | 112             | 6—7         | 218             | 9              |
| 11             | Грузія    | Ліка                | Lullaby                          | 117             | 4           | 221             | 5—6            |
| 12             | Україна   | Владислав Левицький | Соколята                         | 108             | 10—11       | 210             | 11             |
| 13             | Італія    | Антонелла Кароццо   | Ancora                           | 119             | 2—3         | 221             | 5—6            |
| 14             | Білорусь  | Макс Лоренс         | Ланфрен-Ланфра                   | 109             | 8—9         | 215             | 10             |
| 15             | Польща    | Sara Chmiel         | Niech žyje bal                   | 101             | 14          | 198             | 14             |
| 16             | Казахстан | Нуржан Керменбаєв   | Моя история                      | 105             | 12          | 205             | 12—13          |

Спільна пісня конкурсантів: USA For Africa — We Are the World

### 3-й день
| № з/п виступів | Країна    | Виконавець          | Пісня                   | Кількість балів | Місце |
| -------------- | --------- | ------------------- | ----------------------- | --------------- | ----- |
| 1              | КНР       | Gu Liya             | The World's End (яп.)   | 111             | 12    |
| 2              | Франція   | «3NITY Brothers»    | Merci                   | 111             | 10    |
| 3              | Індонезія | Санді Сандоро       | End of Rainbow          | 120             | 1—3   |
| 4              | Росія     | Пара Нормальних     | Happy End               | 13              | 8     |
| 5              | Росія     | Ганна Малишева      | Ниточки                 | 109             | 15    |
| 6              | Грузія    | Ліка                | Верю                    | 113             | 7     |
| 7              | Фінляндія | Ville Laaksonen     | Empty Streets           | 111             | 11    |
| 8              | Україна   | Владислав Левицький | Море зайвих слів        | 110             | 13    |
| 9              | Польща    | Sara Chmiel         | To Nie Ja Bylam Ewa     | 115             | 5     |
| 10             | Україна   | Джамала             | Маменькин сынок         | 120             | 1—3   |
| 11             | Україна   | Міла Нітіч          | Где ты?                 | 109             | 14    |
| 12             | Росія     | Марк Юсім           | Мантра                  | 114             | 6     |
| 13             | Казахстан | Нуржан Керменбаєв   | Senen Baska             | 107             | 16    |
| 14             | Латвія    | Aisha               | You Really Got Me Going | 116             | 4     |
| 15             | Білорусь  | Макс Лоренс         | Рядом                   | 112             | 9     |
| 16             | Італія    | Антонелло Кароцца   | 27 angeli               | 120             | 1—3   |

### Підсумкова таблиця
| Місце | Країна    | Виконавець          | Кількість балів |
| ----- | --------- | ------------------- | --------------- |
| 1     | Індонезія | Санді Сандоро       | 358             |
| 1     | Україна   | Джамала             | 358             |
| 2     | Італія    | Антонелло Кароцца   | 341             |
| 3     | Росія     | Марк Юсім           | 336             |
| 4     | Латвія    | Aisha               | 335             |
| 5     | Грузія    | Ліка                | 334             |
| 6-7   | Росія     | Пара Нормальних     | 333             |
| 6-7   | Україна   | Міла Нітіч          | 333             |
| 8     | Росія     | Анна Малишева       | 329             |
| 9     | Білорусь  | Макс Лоренс         | 327             |
| 10    | Україна   | Владислав Левицький | 320             |
| 11    | Франція   | «3NITY Brothers»    | 316             |
| 12    | Польща    | Sara Chmiel         | 314             |
| 13    | Казахстан | Нуржан Керменбаєв   | 312             |
| 14    | Фінляндія | Ville Laaksonen     | 306             |
| 15    | КНР       | Gu Liya             | 301             |

## Переможці
Конкурс 2009 року — єдиний конкурс в історії, коли однакову кількість балів отримали двоє кокурсантів, що посіли перше місце, — представник Індонезії Санді Сандоро й українка Джамала. Хоча йшлося про те, щоб поділити призовий фонд на двох переможців, але було вирішено нагородити двох переможців у повному обсязі, тим самим збільшивши призовий фонд конкурсу на 50 000 євро. 2-ге місце посів удруге поспіль італієць — Антонелло Кароцца. 3-тє місце в росіянина Марка Юсіма. Муза конкурсу Алла Пугачова віддала свій приз «Золота Алла» й 50 000 доларів представниці України — Мілі Нітіч.

### Спеціальні призи
- Приз юрмальських симпатій — Gu Liya, Китай
- Приз Муз-ТВ — «Пара Нормальних», Росія
- Приз глядацьких симпатій — Aisha, Латвія

## Члени журі
- Ігор Ніколаєв
- Лайма Вайкуле
- Валерія
- Леонід Агутін
- Костянтин Меладзе
- Володимир Пресняков
- Максим Фадєєв
- Валерій Меладзе
- Микола Басков
- Ін-Грід

### Співголови журі
- Ігор Крутой
- Раймонд Паулс

## Ведучі
- Лера
- Сергій Лазарєв
- Тіна Канделакі
- Олексій Чумаков
- Ксенія Собчак
- Тимур Родріґез

## Конкурсна програма
- 28 липня  — відкриття конкурсу
- 29 липня  — перший конкурсний день
- 30 липня  — другий конкурсний день
- 31 липня  — творчий вечір композитора та співака Юрія Антонова
- 1 серпня  — третій конкурсний день (виконувалися спеціально для цього конкурсу написані пісні)
- 2 серпня  — закриття конкурсу

## Гості фестивалю
- «Roxette» (Швеція)
- Чака Хан (США)
- Анастейша (США)
- Ліза Стенсфілд (Велика Британія)
- Вєрка Сердючка (Україна)
- російські гості:
  - Алла Пугачова
  - Пилип Кіркоров
  - Валерій Леонтьєв
  - Микола Басков
  - Валерія
  - Ігор Крутой
  - Христина Орбакайте
  - Борис Моїсеєв
  - Діма Білан
  - Алсу
  - Сергій Лазарєв
  - ВІА Гра
- латвійські гості:
  - Лайма Вайкуле
  - Раймонд Паулс
  - Інтарс Бусуліс